# フルクトース-5-デヒドロゲナーゼ
フルクトース-5-デヒドロゲナーゼ（fructose 5-dehydrogenase）は、次の化学反応を触媒する酸化還元酵素である。
D-フルクトース + 受容体 {\displaystyle \rightleftharpoons } 5-デヒドロ-D-フルクトース + 還元型受容体
反応式の通り、この酵素の基質はD-フルクトースと受容体、生成物は5-デヒドロ-D-フルクトースと還元型受容体である。
組織名はD-fructose:acceptor 5-oxidoreductaseで、別名にfructose 5-dehydrogenase (acceptor), D-fructose dehydrogenase, D-fructose:(acceptor) 5-oxidoreductaseがある。